# Eryon
Genre
Espèces de rang inférieur
- † Eryon antiquus
- † Eryon arctiformis
- † Eryon barrovensis
- † Eryon crassichelis
- † Eryon cuvieri Desmarest, 1817, espèce type, attribuée par la suite au genre Macrourites, avant de retrouver son nom initial[2]
- † Eryon ellipticus
- † Eryon moorei
- † Eryon neocomiensis
- † Eryon oppeli
- † Eryon perroni aujourd'hui Soleryon perroni (Étallon, 1859)[3]
- † Eryon sublevis
- † Eryon wilmcotensis

Eryon est un genre fossile de crustacés décapodes de la famille des Eryonidae. 

## Présentation
Ses nombreuses espèces sont connues au Jurassique en Europe de l'Ouest, principalement sur la marge nord de l'océan Téthys, en France, Suisse et Allemagne, et au Royaume-Uni,.
Ses restes fossiles sont bien conservés dans les calcaires fins d'environnement peu profond comme le calcaire de Solnhofen en Allemagne (Tithonien) et les calcaires lithographiques du site paléontologique de Cerin en France (Kimméridgien).

## Historique de l'espèce typeEryon cuvieri
En 1817, le paléontologue français Anselme Gaëtan Desmarest décrit un nouveau crustacé du Jurassique supérieur de Bavière (sud de l’Allemagne) sous le nom d’Eryon cuvieri. Plus tard, ce même taxon se voit attribuer le nom de Macrourites arctiformis par le paléontologue allemand Ernst Friedrich von Schlotheim en 1820. Ce taxon a ensuite été repris sous le nom d’Eryon arctiformis (von Schlotheim, 1820) par de nombreux auteurs qui ignoraient probablement le premier travail de Desmarest. Le Principe de Priorité de la taxonomie a conduit a reprendre le nom initial et à considérer Macrourites arctiformis comme un synonyme plus récent (synonyme junior) d'Eryon cuvieri.

## Description
Ces décapodes étaient des animaux benthiques vivant en grand nombre dans les eaux calmes et peu profondes des lagunes sur les côtes de l'océan Téthys.

## Biologie
Trois petits membres de la famille des Eryonidae, indéterminables plus précisément, ont été découverts en 2012 fossilisés dans les argiles à Posidonies du sud de l'Allemagne. Ils ont été trouvés à l'intérieur de la coquille d'une ammonite (Harpoceras falciferum), ce qui permet de les dater précisément du Toarcien inférieur, sous-zone à Falciferum (Jurassique inférieur). Ces décapodes de taille similaire, environ 3 centimètres, sont positionnés avec leurs queues orientées les unes vers les autres, ce qui indiquerait qu'ils étaient en train de muer ensemble à l'abri dans une coquille en fond de mer, avant d'être piégés par des sédiments et fossilisés. Ce comportement grégaire serait, selon les auteurs, le plus ancien connu chez les décapodes.